# Limoges Handball
Maillots
Actualités
Dernière mise à jour : 29 novembre 2023.
Le Limoges Handball, abrégé en LH, est un club de handball français fondé en 2005 et situé à Limoges, dans le département de la Haute-Vienne, en région Nouvelle-Aquitaine. Il évolue en Starligue, le plus haut niveau national, depuis 2020.

## Histoire

### Création du club et débuts (2005-2015)
En 2005, la « Ligue du Limousin de Handball » souhaite réunir les forces vives du handball limousin, afin de faire émerger un club de haut niveau. Ainsi, le « CAPO Limoges » et l' « ASPTT Limoges » vont constituer l'ossature du « HB Limoges » ; encadrée par Yves Aubard et René Mouret, l'« ASPTT Limoges » qui montait en Nationale 2 donne son niveau de jeu à la nouvelle entité qui devient Limoges Hand 87 en 2006.
Si le « CAPO Limoges » en 2007 puis l'« ASPTT Limoges » en 2008 quittent la convention, cela ne freine pas la progression du nouveau club. Ainsi, après un mano à mano avec Pau, l'équipe entraînée par Yves Aubard et Djalil Bouanani termine première de sa poule de Nationale 2 en 2008 et accède à la Nationale 1 (3e division). Le serbe Nenad Stanic arrête sa carrière de joueur et devient entraîneur.

### Accession à la2edivision (2015-2020)
En 2015, le club termine 1er de sa poule de Nationale 1, participe aux barrages d'accession et remporte le titre de champion de France de Nationale 1. Il accède ainsi en Division 2.
Pour sa première saison en Pro D2, le club termine à la 12e place synonyme de barrages de relégation qu’il remporte. Entre-temps, le 12 février 2016, le club inaugure son nouveau palais des sports, le gymnase Henri Normand, en l’honneur du président fondateur du club. Cette salle compte 850 places assises et 210 debout et permet au club de mettre fin à plusieurs années de matches à domicile disputés dans différents gymnases et salles de Limoges et de ses environs. Lors de la saison 2016-2017 termine à une belle 6e place, au pied des play-offs.
Le club poursuit sa croissance les années suivantes : alors qu'une petite centaine de spectateurs seulement assistait aux rencontres et que le club comptait huit partenaires privés pour un budget de 414 000 € euros en 2014, le Limoges Hand 87 bat le record de spectateurs pour un match de Proligue en réunissant 4 200 personnes au Palais des sports de Beaublanc en septembre 2018, les désormais 250 partenaires ayant permis d'atteindre un budget de 2,1 millions €. Cette saison 2018-2019 voit également l'arrivée de deux joueurs historiques de D1, William Annotel et Romain Ternel. Terminant sixième de la phase régulière, les Limougeaud se qualifient pour la play-offs mais est éliminé par le Dijon Métropole Handball.
Pour la saison 2019-2020, Cesson et Limoges possèdent nettement les deux plus gros budgets (3,3 M € et 2,8 M € respectivement) et font figure de favori. Après une excellente première partie de saison terminée à la première place lors de la trêve hivernale, le club encaisse trois défaites consécutives à la reprise en février mais reste à la deuxième place au terme de la 18e journée.
Le 11 mars 2020, un cas avéré de Covid-19 est détecté au sein de l'effectif professionnel. Le lendemain, la LNH stoppe tous les Championnats pour 4 semaines avant d'acter son arrêt définitif le 14 avril 2020 : Cesson est déclaré Champion de France de D2 et est promu en Starligue (D1) en compagnie du Limoges Hand 87, deuxième. Le 17 juillet 2020, le club change de nom et devient le Limoges Handball. Le club décide, aussi, de changer son logo.

### Dans l'élite (depuis 2020)
Pour sa première saison dans l'élite, le club se renforce avec notamment l'arrivée du slovène Dragan Gajić qui terminera meilleur buteur et meilleur ailier droit d'un championnat terminé à une belle 9e place. Malgré l'arrivée du Slovène Jure Dolenec qui vient de remporter la Ligue des champions avec FC Barcelone, la saison 2021-2022 est de moins bonne facture pour le LH qui finit à la 13e place du championnat. À l'intersaison 2022, les ambitions du club s'illustrent par le recrutement du champion olympique Yann Genty, du double champion d'Europe Ángel Fernández Pérez, de l'espoir égyptien Seif El-Deraa et de l'entraîneur espagnol Alberto Entrerríos après dix ans à Nantes. Le club passe le championnat dans le ventre mou, ni inquiété par la relégation ni luttant pour les places qualificatives pour l'Europe, terminant à la 10e place.
Le Limoges Handball à évité l'élimination face au dernier de Proligue, Angers SCO Handball vainqueur aux tirs au but le 10 décembre 2024, le LH verra les quarts de finale de la Coupe de France masculine de handball pour la première fois. Le LH a conclu la première phase de son championnat par une défaite face à USAM Nîmes Gard un 9e revers en Starligue depuis le début de saison qui les place en queue de classement à la trêve.
Le 6 février 2025, Limoges Handball écrit une page historique en se qualifiant pour la première fois en demi-finale de coupe de France après avoir battu difficilement Saint-Raphaël Var Handball, (30-30), à  l'issue du temps réglementaire puis est venu la séance des tirs au but s'imposant (33-30). Le LH échouera devant le Montpellier Handball de Rémi Desbonnet (25-31) décrochant son billet pour le Palais omnisports de Paris-Bercy, qui décrochera sa 14e coupe devant le Paris Saint-Germain (handball). C'est un projet porté par le maire de Limoges, depuis plus de dix ans. Un Beaublanc plus moderne, plus proche des arénas actuelles que l'on peut voir en France et de nouvelles installations pour le Limoges CSP et le Limoges Handball. La période de travaux durera jusqu'en 2029,. Malgré la 8e place en championnat, la saison 2024-2025 est « très réussie » selon la direction avec plus de 3 millions € réalisés en partenariat privé, environ 1 million € en billetterie, 1 million € de chiffre d'affaires pour sa branche évènementielle ou encore un triplement du merchandising à 61 000 €, en grande partie grâce au nouveau maillot spécial coupe d'Europe,.

## Structures du club

### Infrastructures

#### Salles et affluence
Le LH partage les matchs entre le Gymnase Henri Normand et le Palais des sports de Beaublanc.
En 2025, Un projet est lancé par la Ville de Limoges et son maire Emile-Roger Lombertie. Le 3 Juillet 2025, les travaux d’extension du parc de Beaublanc ont débuté. Le projet prévoit deux nouvelles salles, une maison des sports modernisée et le parvis Albert-Chaminade (1912-2009), entre la piscine et le Palais des sports, sera réaménagé et ré-arboré le coût des travaux est estimée à 70 Millions € Hors Taxes. Début de la première période de travaux jusqu'en 2027 puis de 2027 à 2029,,,.

## Parcours européen
Le LH a dû se contenter d’un match nul face à Dunkerque Handball Grand Littoral (32-32), tandis que dans le même temps, Nîmes a battu le Paris Saint-Germain Handball à l’extérieur (33-32). Limoges reste 5e, mais les Gardois sont revenus à hauteur avec 32 points.
Le 26 mai 2024 le LH s’impose à Nîmes (37-34). À une journée de la fin du championnat, et avant de recevoir Dijon Métropole Handball, dernier au classement, Limoges est assuré de terminer à la cinquième place. Cette position pourrait être qualificative pour la Ligue européenne masculine de handball si la place supplémentaire demandée par la France est acceptée par l’EHF, dans le contexte de l'exclusion des clubs russes liée à la Guerre russo-ukrainienne. Une progression pour un club qui évoluait encore en Nationale 1 en 2015 et qui, au fil des saisons, s’est installé dans l’élite du handball français, jusqu’à atteindre les compétitions européennes,,,.
Le 19 juillet 2024, la Fédération européenne de handball procède au tirage au sort de l'European League à Vienne. Pour sa première participation à une compétition continentale, le LH est opposé en tour préliminaire au Rokometni klub Trebnje. Limoges se qualifie, et intègre le groupe C, aux côtés de Kadetten Schaffhouse, HT Tatran Prešov et Benfica Lisbonne.
Grâce à sa deuxième place en phase préliminaire, le LH se qualifie pour la suite de la compétition en février 2024. Il affronte alors Club Deportivo Bidasoa et Ystads IF, décrochant ainsi une place en huitièmes de finale. Face au HC Kriens-Lucerne, le LH doit combler un retard de sept buts. Limoges revient dans le dernier quart d'heure du match retour, inscrivant le but de la qualification à huit secondes de la fin du match (36-28),.
En quart de finale, Limoges affronte le THW Kiel. Après un match nul à domicile à l'aller (26-26), le LH est battu à la Wunderino Arena lors du match retour (35-30), mettant fin à son parcours européen,,.

## Résultats sportifs

### Palmarès
- 2008 : premier de sa poule de Nationale 2 et accession en Nationale 1.
- 2015 : Champion de Nationale 1 et accession en Pro D2
- 2020 : deuxième de ProLigue (D2) et accession en Starligue (D1).

### Saison par saison
| Saison    | Division (Niveau) | Championnat | Championnat | Championnat | Championnat | Championnat | Championnat | Championnat | Championnat | Championnat | Championnat | Coupes          | Coupes             | Coupes             | Entraîneur                |
| Saison    | Division (Niveau) | Class.      | Pts         | M           | V           | N           | D           | Bp          | Bc          | Diff.       | Play-off    | France          | Ligue              | Europe             | Entraîneur                |
| --------- | ----------------- | ----------- | ----------- | ----------- | ----------- | ----------- | ----------- | ----------- | ----------- | ----------- | ----------- | --------------- | ------------------ | ------------------ | ------------------------- |
| 2006-2007 | Nationale 2 (4)   | 8e          | -           | -           | -           | -           | -           | -           | -           | -           | -           | -               | Non participant    | Non participant    | Affanou puis Y. Aubard    |
| 2007-2008 | Nationale 2 (4)   | 1er         | -           | -           | -           | -           | -           | -           | -           | -           | -           | -               | Non participant    | Non participant    | Aubard et Bouanani        |
| 2008-2009 | Nationale 1 (3)   | 10e / 15    | 52 pts      | 28          | 10          | 4           | 14          | 800         | 823         | -23         | -           | -               | Non participant    | Non participant    | Nenad Stanić              |
| 2009-2010 | Nationale 1 (3)   | 6e / 14     | 56 pts      | 26          | 14          | 2           | 10          | 744         | 743         | +1          | -           | -               | Non participant    | Non participant    | Nenad Stanić              |
| 2010-2011 | Nationale 1 (3)   | 4e / 14     | 60 pts      | 26          | 16          | 2           | 8           | 810         | 759         | +51         | -           | -               | Non participant    | Non participant    | Nenad Stanić              |
| 2011-2012 | Nationale 1 (3)   | 4e / 14     | 58 pts      | 26          | 15          | 2           | 9           | 761         | 740         | +21         | -           | -               | Non participant    | Non participant    | Nenad Stanić              |
| 2012-2013 | Nationale 1 (3)   | 7e / 14     | 53 pts      | 26          | 12          | 3           | 11          | 732         | 732         | 0           | -           | 16e de finale   | Non participant    | Non participant    | Nenad Stanić              |
| 2013-2014 | Nationale 1 (3)   | 8e / 12     | 41 pts      | 22          | 8           | 3           | 11          | 563         | 571         | -8          | -           | 3e tour         | Non participant    | Non participant    | Nenad Stanić              |
| 2014-2015 | Nationale 1 (3)   | 1er / 12    | 58 pts      | 22          | 17          | 2           | 3           | 714         | 602         | +112        | Vainqueur   | 4e tour         | Non participant    | Non participant    | Nenad Stanić              |
| 2015-2016 | Pro D2 (2)        | 12e / 14    | 41 pts      | 26          | 6           | 3           | 17          | 700         | 735         | -35         | Vainqueur   | 4e tour         | Non participant    | Non participant    | Nenad Stanić              |
| 2016-2017 | Proligue (2)      | 6e / 14     | 26 pts      | 26          | 12          | 2           | 12          | 691         | 688         | +3          | -           | 16e de finale   | 8e de finale       | Non participant    | Nenad Stanić              |
| 2017-2018 | Proligue (2)      | 9e / 14     | 23 pts      | 26          | 9           | 5           | 12          | 664         | 674         | -10         | -           | 16e de finale   | 1er tour           | Non participant    | Nenad Stanić              |
| 2018-2019 | Proligue (2)      | 6e / 14     | 31 pts      | 26          | 14          | 3           | 9           | 731         | 670         | +61         | Barrages    | 16e de finale   | 8e de finale       | Non participant    | Nenad Stanić              |
| 2019-2020 | Proligue (2)      | 2e / 14     | 25 pts      | 18          | 12          | 1           | 5           | 500         | 444         | +56         | -           | 16e de finale   | 1er tour           | Non participant    | Tarik Hayatoune           |
| 2020-2021 | Starligue (1)     | 9e / 16     | 27 pts      | 30          | 11          | 5           | 14          | 854         | 925         | -71         | -           | Non participant | Pas de compétition | Non participant    | Tarik Hayatoune           |
| 2021-2022 | Starligue (1)     | 13e / 16    | 18 pts      | 30          | 8           | 2           | 20          | 885         | 952         | -67         | -           | 1/8 de finale   | 1/8 de finale      | Non participant    | Hayatoune puis Stefanovič |
| 2022-2023 | Starligue (1)     | 10e / 16    | 25 pts      | 30          | 11          | 3           | 16          | 909         | 945         | -36         | -           | 1/8 de finale   | Pas de compétition | Non participant    | Alberto Entrerríos        |
| 2023-2024 | Starligue (1)     | 5e / 16     | 36 pts      | 30          | 16          | 4           | 10          | 986         | 966         | +20         | -           | 1/8 de finale   | Pas de compétition | Non participant    | Alberto Entrerríos        |
| 2024-2025 | Starligue (1)     | 8e / 16     | 11 pts      | 15          | 5           | 1           | 9           | 458         | 464         | -3          | -           | 1/2 de finale   | Pas de compétition | C3 : 1/4 de finale | Alberto Entrerríos        |

- Champion
- Promotion en division supérieure
- Qualification pour les playoffs d'accession
- Qualification pour la Ligue européenne (C3)
- Qualification pour le barrage de relégation

## Effectif actuel

### Transferts
Les transferts pour la saison 2024–25 sont :
| Arrivées - Faruk Yusuf (ARD), en provenance de Club Balonmano Granollers - Šime Ivić (de) (ARD), en provenance de Pays d'Aix UC (nov. 2024) - Jenilson Varela (ALD), en provenance de Club Balonmano Cangas | Départs - Dragan Gajić (ALD), fin de carrière - David Iglesias (ARG), à destination de Tremblay Handball - Ángel Fernández Pérez (ALG), à destination de CD Torrelavega - Jure Dolenec (ARD), à destination de RK Nexe |

## Personnalités liés au club

### Dirigeants et entraîneurs
Les dirigeants liés au club sont :
- Henri Normand : président fondateur en 2005
- Alain Aubard : président depuis 2006

Les entraîneurs successifs du club sont :
- Yves Aubard : entraîneur jusqu’en 2008
- Nenad Stanic : entraîneur de 2008 à 2019
- Tarik Hayatoune : entraîneur de 2019 à novembre 2021
- Rastko Stefanovič : entraîneur de novembre 2021 à juin 2022[34].
- Alberto Entrerríos : entraîneur depuis juillet 2022
  -  José Manuel Sierra : adjoint depuis juillet 2022

### Joueurs
Parmi les joueurs du club, on trouve :
- William Annotel (GB) : de 2018 à 2019
- Nathan Bolaers : de 2018 à 2019
- Omar Benali : de 2014 à 2016
- Jérémy Darras : de 2016 à 2020
- Jure Dolenec : de 2021 à 2024
- Ingars Dude : de 2016 à 2022
- Juan Andreu Candau : de 2019 à 2021
- Seif El-Deraa : de 2022 à 2025
- Ángel Fernández Pérez : de 2022 à 2024
- Dragan Gajić : de 2020 à 2024
- Yann Genty (GB) : de 2022 à 2023
- Khaled Ghoumal (GB) : de 2014 à 2017
- Yassine Idrissi (GB) : de 2019 à mars 2022
- Ewan Kervadec : depuis 2021
- Yoav Lumbroso : de 2021 à 2023
- Nicolas Nieto : de 2020 à 2025
- Nenad Stanić : jusqu'en 2008
- Jérémy Suty : de 2019 à 2022
- Romain Ternel : de 2018 à 2021
- Sid Ali Yahia : de 2014 à 2016

## Historique du logo

2013-2016
2016-2020
Logo depuis 2020